# Lamberto Duranti
Lamberto Duranti (Ancona, 21 gennaio 1890 – Trincea di Four-de-Paris, 5 gennaio 1915) è stato un patriota e giornalista italiano.

## Biografia

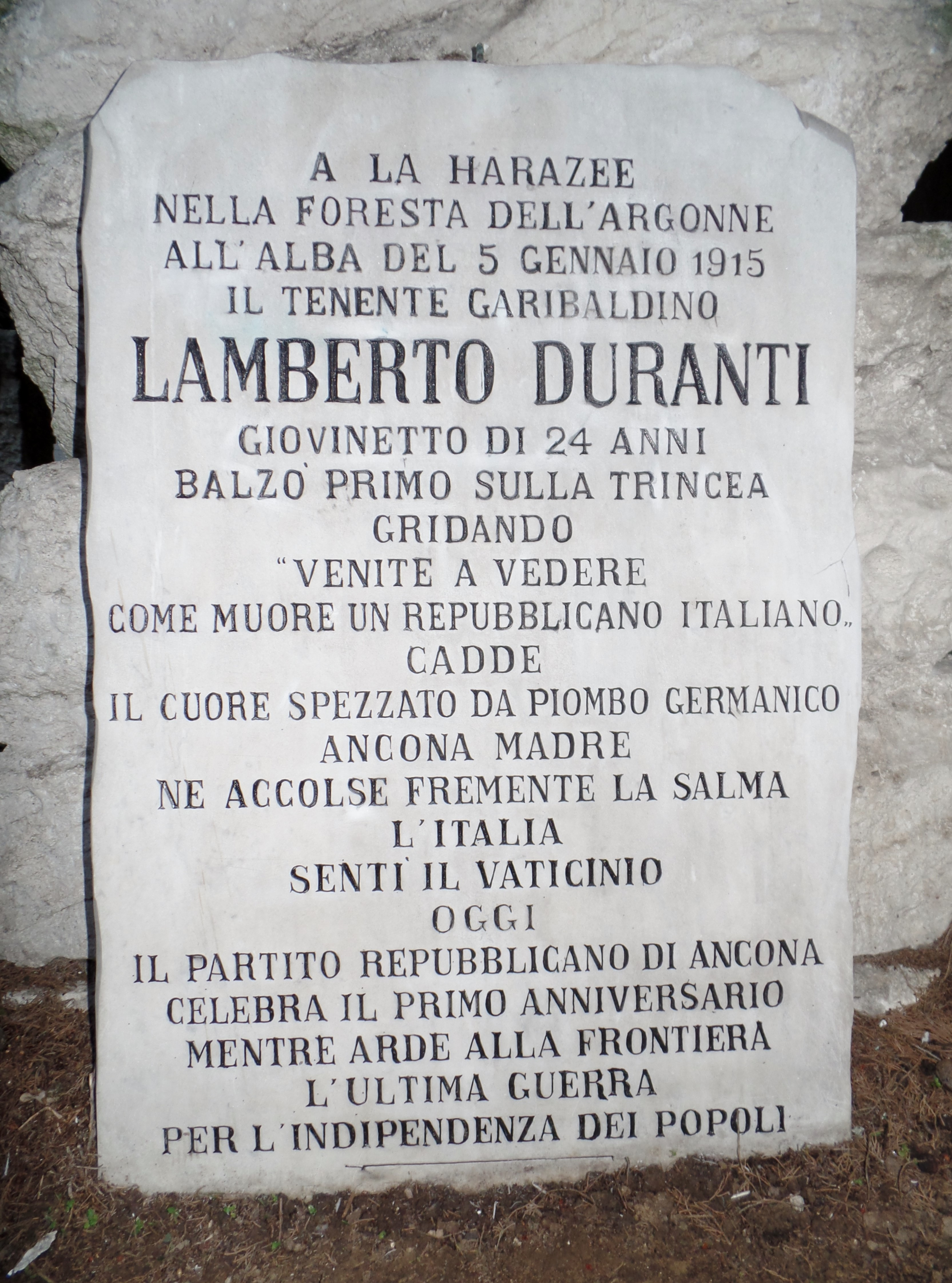
Lamberto Duranti Tavernelle AN - lapide

Giornalista di fede repubblicana, segretario in organizzazioni operaie e politiche, di carattere avventuroso, partì per prestare soccorso in Sicilia dopo il Terremoto di Messina del 1908, fu poi volontario garibaldino in Albania nel 1911 e nel 1912, durante la guerra greco-turca nell'ambito della Prima Guerra Balcanica contro l'Impero Ottomano, prendendo parte, con Aldo Spallicci, alla Battaglia di Driskos (Grecia), che portò alla presa della città di Giannina.
Allo scoppio della prima guerra mondiale nel 1914 si arruolò in Francia nel Corpo volontari italiani, nominato tenente fu assegnato all'8ª compagnia (secondo battaglione) della Legione Garibaldina operante nella regione francese delle Argonne, dove erano arruolati anche alcuni nipoti di Garibaldi, dei quali caddero Bruno e Costante Garibaldi.
Il 5 gennaio 1915, nei pressi di La Harazee, nella foresta delle Argonne, all'attacco di Courtes Chausses fu colpito al cuore e morì nella trincea di Four de Paris, nella Marna, una descrizione della sua morte in battaglia viene fornita nel libro di Camillo Marabini, Diario di un Garibaldino alla guerra franco-tedesca, pag. 155, che ha ispirato le parole incise sulla sua lapide.
Il suo corpo sarà rimpatriato in Italia e sepolto con gli onori militari.

La tomba di Duranti si trova nel cimitero di Tavernelle di Ancona, nei pressi dell'ingresso principale, accanto a quella di diversi patrioti risorgimentali.
La notizia della morte di Duranti venne pubblicata dal giornale Il Messaggero del 7 gennaio 1915 a pag. 1 e 9 gennaio 1915 a pag. 2 con foto, dalla Gazzetta Ufficiale del Regno d'Italia n. 5 dell'8 gennaio 1915 a pag. 144 e dal giornale La Stampa di Torino dell'11,12 e 14 gennaio 1915 a pag. 5.
Ai suoi funerali in forma solenne e con Ancona in lutto cittadino, parteciparono il console di Francia, l'ex sindaco della città e il pubblicista forlivese Pietro Nenni, all'epoca repubblicano, la notizia è stata pubblicata sulla Gazzetta Ufficiale del Regno d'Italia n. 10 del 14 gennaio 1915 a pag. 298.
La città di Ancona ha intitolato a Lamberto Duranti una strada nei pressi del mare, nel quartiere Adriatico, sopra alla spiaggia del Passetto.

Nello scalone monumentale, all'interno del Palazzo degli Anziani (Ancona), il nome è inserito per ultimo nella 10ª colonna in basso a destra della lapide marmorea, realizzata nel 1921 dallo scultore anconetano Mentore Maltoni, su cui sono stati incisi i 614 nomi dei Caduti anconetani nella prima guerra mondiale.

Il suo eroico sacrificio è stato immortalato nel 1965 nella cartolina commemorativa delle celebrazioni del 50º Anniversario della campagna garibaldina delle Argonne (1914-15/1964-65): una cartolina con francobollo raffigurante Giuseppe Garibaldi è stata emessa per il centenario della morte.

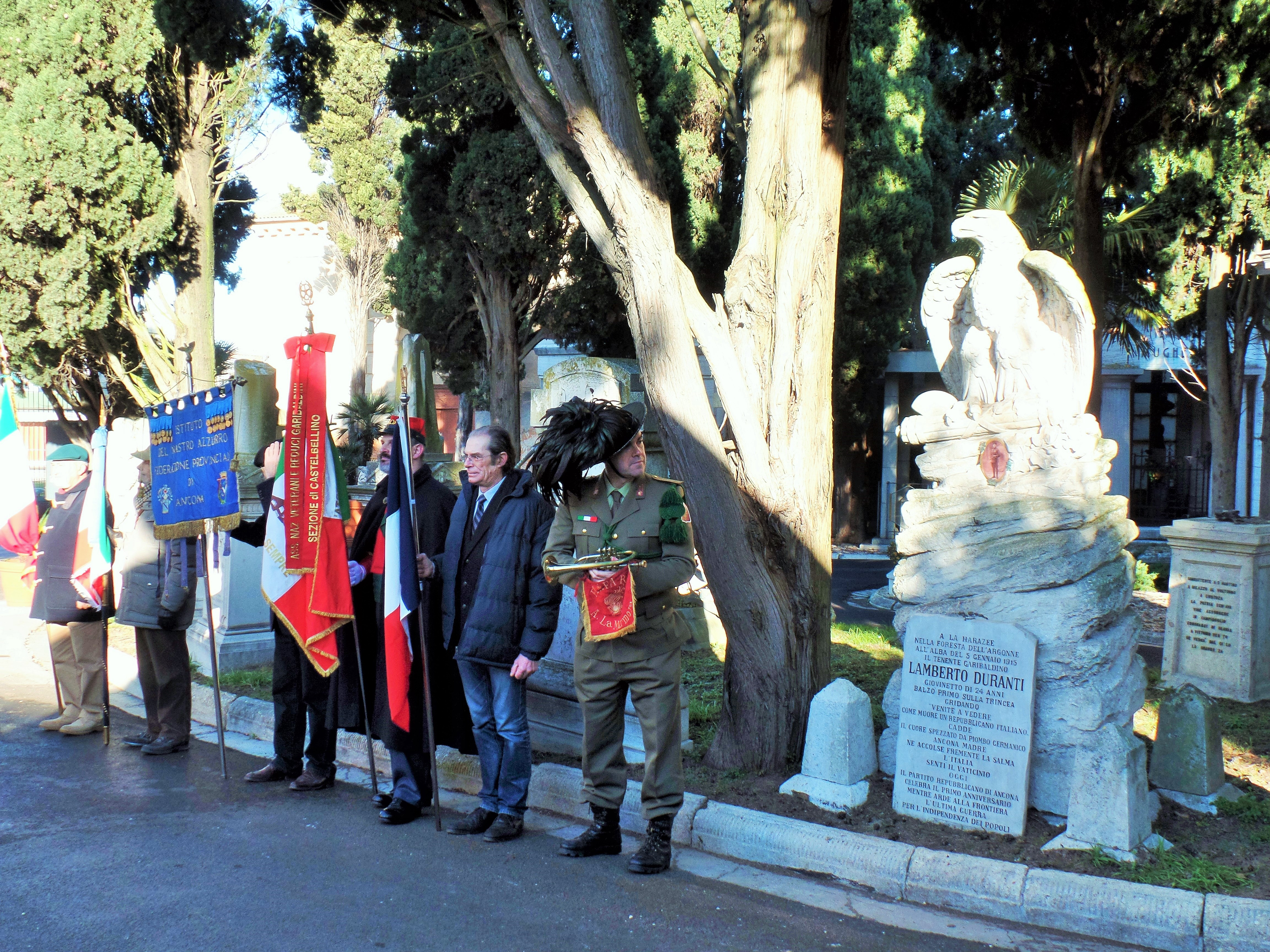
Commemorazione per il centenario morte

## Commemorazioni
Per il centenario della morte si è svolta una cerimonia commemorativa in prossimità del monumento alla memoria.